# اوج ترافیک

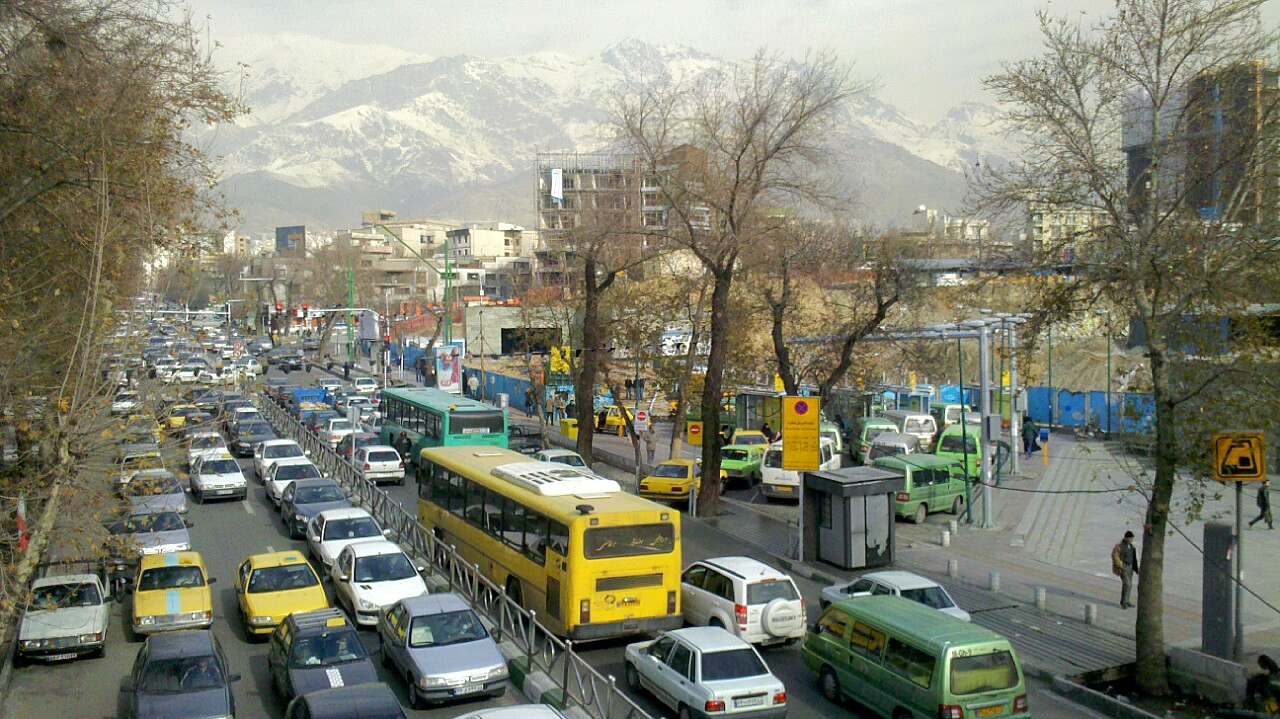
نمایی از یک ترافیک سنگین در خیابان شریعتی حوالی قیطریه تهران.

اوج ترافیک یا ساعات اوج ترافیک یا پیک ترافیک (به انگلیسی: Rush hour) به ساعاتی از شبانه روز گفته می‌شود که در آن میزان حضور وسایل نقلیه و عابران در معابر به اوج خود می رسد. معمولاً در یک روز کاری هفته دو نوبت اوج ترافیک در صبح و عصر وجود دارد 

## ساعات اوج ترافیک در ایران
کلانشهرها و سایر شهرهای ایران معمولاً در صبح و عصر شاهد اوج ترافیک هستند. در سال ۱۳۹۰ بنابر گفته رئیس پلیس ترافیک شهری راهور ساعت اوج ترافیک صبحگاهی تهران بین ۷ تا ۱۰ و ساعت اوج ترافیک عصر نیز بین ۱۷ تا ۱۹ بوده است . بازگشایی مدارس در مهرماه و نیز تغییر ساعت و طول شبانه روز هم بر ساعات اوج ترافیک اثر می گذارد. در مهرماه ۱۳۹۴ نیز ساعت اوج ترافیک صبحگاهی تهران بین ۷ تا ۹ و ساعت اوج ترافیک عصر نیز بین ۱۷ تا ۲۰ بوده است .